# Selma Ergeç
Selma Sabina Ergeç (pronunție în turcă [selˈma ˈæɾɟetʃ]; n. 1 noiembrie 1978, Hamm, Germania) este o actriță turco-germană, câștigătoare de concursuri de frumusețe, fotomodel, designer, filolog, psiholog și medic. Ea este cel mai cunoscută pentru rolurile sale din Kırımlı⁠(d), Asi. Împotriva destinului, Patria mea ești tu!, Yașamayanlar, Yarım Elma⁠(d), Gönül İșleri⁠(d) și ca Sultana Hatice, sora sultanului Soliman I în serialul Suleyman Magnificul.

## Biografie
S-a născut în Hamm, Germania. Mama ei este de origine germană, iar tatăl ei este de origine turcă. Ea a declarat într-un interviu că familia ei paternă descinde din Mahmud al II-lea, sultan al Imperiului Otoman. A studiat medicina la Universitatea Westfalia Wilhems din Münster timp de 3 ani și psihologia si filosofia la Universitatea Fern din Hagen. A început să lucreze ca fotomodel din 2000.
Cel mai important rol al ei care a făcut-o celebră este Ayça în serialul de comedie de succes Yarım Elma⁠(d). A fost distribuită în serialul de succes Asi – Împotriva destinului, alături de actorii Tuba Büyüküstün⁠(d) și Murat Yıldırım⁠(d). Ea a portretizat și personaje istorice ca Sultana Hatice în serialul TV Suleyman Magnificul sau pe scriitoarea Halide Edib Adıvar. A avut rolul principal în serialul dramatic de dragoste Gönül İșleri.
Ea a interpretat în mai multe limbi în filmul istoric Kırımlı⁠(d) (Crimean), bazat pe romanul lui Cengiz Dağcı⁠(d), Korkunç Yıllar, alături de actorul Murat Yıldırım⁠(d). A apărut și în filme/seriale fantastice/de groază ca Ses, Dușmani peste secole (Yașamayanlar) sau Atiye. Selma Ergeç a mai interpretat rolul soției lui Uğur Polat⁠(d) în Ceață și întuneric (Sis ve Gece⁠(d)) sau ca profesoară în Beș Vakit.

## Viață personală
Vorbește fluent în limbile germană, engleză, turcă, franceză și cu o competență limitată în italiană.
La 26 septembrie 2015, Ergeç s-a căsătorit cu Can Öz. Nunta a avut loc în orașul natal al copilăriei lui Ergeç din Germania. Cei doi au o fiică, Yasmin, care s-a născut la 8 aprilie 2016.

## Filmografie

### Filme de cinema
| An   | Film                                   | Rol            | Note   |
| ---- | -------------------------------------- | -------------- | ------ |
| 2024 | Maste eshgh⁠(d)                         | Kera Khatoon   | [ 14 ] |
| 2015 | The Ghosts of Garip⁠(d) (Vlad's Legacy) | Nina           | [ 15 ] |
| 2014 | Kırımlı: Korkunç Yıllar                | Maria Koseckhi |        |
| 2013 | Senin Hikayen                          | Esra           |        |
| 2010 | Ses                                    | Derya          |        |
| 2007 | Ceață și întuneric                     | Mine           |        |
| 2006 | Beș Vakit                              | Profesoară     |        |
| 2006 | Rețeaua 2.0                            | Recepționeră   |        |

### Filme de televiziune
| An        | Emisiune                   | Rol                | Note          |
| --------- | -------------------------- | ------------------ | ------------- |
| 2024      | İnci Taneleri              | Piraye             | Rol principal |
| 2021–2023 | Camdaki Kız                | Selen Koroğlu      | Rol secundar  |
| 2016      | Patria mea ești tu         | Halide Edib Adıvar | Invitată      |
| 2014–2015 | Gönül İșleri               | Saadet             |               |
| 2011–2013 | Suleyman Magnificul        | Sultana Hatice     | Rol principal |
| 2010      | Kalp Ağrısı                | Azize              | 14 episoade   |
| 2007–2009 | Asi – Împotriva destinului | Defne Kozcuoğlu    | 71 episoade   |
| 2005      | Șöhret                     | Natalie            |               |
| 2005      | Körfez ateși               |                    | Miniserial    |
| 2005      | Yarım Elma                 | Ayça               | Miniserial    |

### Lansare digitală (internet)
| An        | Titlu         | Rol           |
| --------- | ------------- | ------------- |
| 2023–2024 | Türk Dedektif | Selma Payidar |
| 2018      | Immortals⁠(d)  | Karmen        |
| 2021      | The Gift⁠(d)   | Umut          |

### Videoclipuri
- „Gidecek Yerim Mi Var” - Emre Altuğ⁠(d)